# Parijs-Brussel 1910
De zesde editie van de wielerwedstrijd Parijs-Brussel (vanaf 2013; Brussels Cycling Classic) werd gehouden op 1 mei 1910. De koers startte in de Franse plaats Parijs en finishte in de Belgische plaats Brussel. De Fransman Maurice Brocco won de wedstrijd. 

## Uitslag
| Plaats  | Naam                 | Tijd      |
| ------- | -------------------- | --------- |
| Winnaar | Maurice Brocco       | 14u36'30" |
| 2       | Octave Lapize        | z.t.      |
| 3       | Cyrille Van Hauwaert | z.t.      |
| 4       | Jules Masselis       | z.t.      |
| 5       | Gustave Garrigou     | z.t.      |
| 6       | Charles Cruchon      | z.t.      |
| 7       | André Blaise         | z.t.      |
| 8       | Ernest Paul          | z.t.      |
| 9       | Louis Trousselier    | + 31'00"  |
| 10      | Paul Duboc           | + 37'00"  |

1893 · 
1894 - 1905 · 
1906 · 
1907 · 
1908 · 
1909 · 
1910 · 
1911 · 
1912 · 
1913 · 
1914 · 
1915 · 
1916 · 
1917 · 
1918 · 
1919 · 
1920 · 
1921 · 
1922 · 
1923 · 
1924 · 
1925 · 
1926 · 
1927 · 
1928 · 
1929 · 
1930 · 
1931 · 
1932 · 
1933 · 
1934 · 
1935 · 
1936 · 
1937 · 
1938 · 
1939 · 
1940 - 1945 · 
1946 · 
1947 · 
1948 · 
1949 · 
1950 · 
1951 · 
1952 · 
1953 · 
1954 · 
1955 · 
1956 · 
1957 · 
1958 · 
1959 · 
1960 · 
1961 · 
1962 · 
1963 · 
1964 · 
1965 · 
1966 · 
1967 - 1972 · 
1973 · 
1974 · 
1975 · 
1976 · 
1977 · 
1978 · 
1979 · 
1980 · 
1981 · 
1982 · 
1983 · 
1984 · 
1985 · 
1986 · 
1987 · 
1988 · 
1989 · 
1990 · 
1991 · 
1992 · 
1993 · 
1994 · 
1995 · 
1996 · 
1997 · 
1998 · 
1999 · 
2000 · 
2001 · 
2002 · 
2003 · 
2004 · 
2005 · 
2006 · 
2007 · 
2008 · 
2009 · 
2010 · 
2011 ·
2012 · 
2013 ·
2014 ·
2015 ·
2016 ·
2017 ·
2018 ·
2019 ·
2020 · 
2021 · 
2022 · 
2023 · 
2024 · 
2025